# 撫台衙門 (南昌)
撫台衙門又称总督官署，位於今江西省南昌市民德路的經濟大樓周圍。它与藩台衙门、臬台衙门、道尹衙门合称清代南昌四大衙门。
撫台衙門建築始建於元朝的至元年間，是歷代以來江西巡抚官署的所在地。据南昌市档案局资料《南昌纪胜》记载，整个建筑分中、东、西三路，坐北朝南。门前广场南面有照壁，东西两侧有木栅轅門。西辕门内西侧小山建有谯楼，用于报时。门前分立石狮子，文武百官到此下马、下轿。仪门的甬道尽头为总督大堂。总督大堂面阔五间，配厢房。大堂后第三、四、五进院落建筑为正堂五间，左右耳房各两间，东西厢房各三间。后三进院落各有跨院，多是衙署办事厅和会客用的花厅。
1911年10月，武昌起义。南昌新军响应起义。末代巡抚馮汝騤离府。巡抚衙门改为江西督军府。北洋时期为直系军阀孫傳芳官署和驻址。期间，拆除内部原有建筑，改为西式建筑。北伐戰爭之後，江西省政府亦入駐於此。1949年以後，江西省人民政府再次進駐。但1958年，江西省人民政府改遷北京西路，南昌市人民政府隨後入駐。